# 高槻站
高槻站（日语：／ Takatsuki eki */?）是位於日本大阪府高槻市白梅町，西日本旅客鐵道（JR西日本）東海道本線（JR京都線）的鐵路車站，車站編號是JR-A38。

## 車站結構
車站內設有6條軌道，島式月台2面4線的外側夾着側式月台2面2線（全部對應12節編組）的地面車站。

### 月台配置

直至2016年3月25日的配線（但是外側待避線在此以前已拆去）

| 月台 | 路線     | 方向 | 目的地                   | 備註                           |
| ---- | -------- | ---- | ------------------------ | ------------------------------ |
| 1    | JR京都線 | 上行 | 京都、草津方向           | 新快速、一部分的關空特急「遙」 |
| 2    | JR京都線 | 上行 | 京都、草津方向           | 快速（包括此站起的普通）       |
| 3    | JR京都線 | 上行 | 京都、草津方向           | 普通                           |
| 4    | JR京都線 | 下行 | 新大阪、大阪、三之宮方向 | 普通                           |
| 5    | JR京都線 | 下行 | 新大阪、大阪、三之宮方向 | 快速                           |
| 6    | JR京都線 | 下行 | 新大阪、大阪、三之宮方向 | 新快速                         |
| 6    | JR京都線 | 下行 | 關西機場方向             | 一部分的關空特急「遙」         |

## 使用情況
2018年度1日平均上車人次為64,944人，JR西日本車站當中次於新今宮站排行第11位。同時1位至10位的車站全為府縣的代表站或大阪市內與私鐵的轉乘站。與上車人次相反，月台較狹窄，早晚繁忙時間會非常擁擠。另外，此站是不能轉乘其他路線的JR西日本車站當中上車人次最多的。同時也是高槻市內使用人數最多的車站，比阪急電鐵京都本線的高槻市站更多。
近年1日平均上車人次如下表。
| 年度               | 1日平均 上車人次 | 來源     |
| ------------------ | ---------------- | -------- |
| 1990年（平成02年） | 56,690           | [ * 1 ]  |
| 1991年（平成03年） | 59,138           | [ * 2 ]  |
| 1992年（平成04年） | 61,323           | [ * 3 ]  |
| 1993年（平成05年） | 62,100           | [ * 4 ]  |
| 1994年（平成06年） | 61,825           | [ * 5 ]  |
| 1995年（平成07年） | 63,868           | [ * 6 ]  |
| 1996年（平成08年） | 64,990           | [ * 7 ]  |
| 1997年（平成09年） | 64,623           | [ * 8 ]  |
| 1998年（平成10年） | 64,055           | [ * 9 ]  |
| 1999年（平成11年） | 62,780           | [ * 10 ] |
| 2000年（平成12年） | 62,650           | [ * 11 ] |
| 2001年（平成13年） | 62,010           | [ * 12 ] |
| 2002年（平成14年） | 60,560           | [ * 13 ] |
| 2003年（平成15年） | 60,726           | [ * 14 ] |
| 2004年（平成16年） | 61,905           | [ * 15 ] |
| 2005年（平成17年） | 62,126           | [ * 16 ] |
| 2006年（平成18年） | 62,466           | [ * 17 ] |
| 2007年（平成19年） | 62,552           | [ * 18 ] |
| 2008年（平成20年） | 62,476           | [ * 19 ] |
| 2009年（平成21年） | 61,327           | [ * 20 ] |
| 2010年（平成22年） | 61,575           | [ * 21 ] |
| 2011年（平成23年） | 61,771           | [ * 22 ] |
| 2012年（平成24年） | 62,469           | [ * 23 ] |
| 2013年（平成25年） | 63,829           | [ * 24 ] |
| 2014年（平成26年） | 62,875           | [ * 25 ] |
| 2015年（平成27年） | 63,835           | [ * 26 ] |
| 2016年（平成28年） | 64,094           | [ * 27 ] |
| 2017年（平成29年） | 64,555           | [ * 28 ] |
| 2018年（平成30年） | 64,944           | [ * 29 ] |

## 相鄰車站
西日本旅客鐵道（JR西日本）
 JR京都線（東海道本線）
- 特急「遙」一部分停車站

■新快速
京都（JR-A31）－高槻（JR-A38）－新大阪（JR-A46）
■快速（京都－西明石之間為快速。只限早上運行）
長岡京（JR-A35）－高槻（JR-A38）－茨木（JR-A41）
■快速（此站－西明石之間為快速。此站起往島本方向作為普通列車（各站停車）運行）
島本（JR-A37）－高槻（JR-A38）－茨木（JR-A41）
■普通（全線各站停車的普通列車）
島本（JR-A37）－高槻（JR-A38）－攝津富田（JR-A39）

### 使用情況
1. ↑  大阪府統計年鑑 （页面存档备份，存于） - 大阪府
2. ↑  高槻市統計書 （页面存档备份，存于） - 高槻市

資料看見JR西日本
1. 1 2   (PDF).   [2019-09-26]. （原始内容 (PDF)存档于2019-09-26）.
2. ↑   (PDF).   [2019-09-26]. （原始内容 (PDF)存档于2019-05-31）.

大阪府統計年鑑
1. ↑  大阪府統計年鑑（平成3年）PDF
2. ↑  大阪府統計年鑑（平成4年）PDF
3. ↑  大阪府統計年鑑（平成5年）PDF
4. ↑  大阪府統計年鑑（平成6年）PDF
5. ↑  大阪府統計年鑑（平成7年）PDF
6. ↑  大阪府統計年鑑（平成8年）PDF
7. ↑  大阪府統計年鑑（平成9年）PDF
8. ↑  大阪府統計年鑑（平成10年）PDF
9. ↑  大阪府統計年鑑（平成11年）PDF
10. ↑  大阪府統計年鑑（平成12年）PDF
11. ↑  大阪府統計年鑑（平成13年）PDF
12. ↑  大阪府統計年鑑（平成14年）PDF
13. ↑  大阪府統計年鑑（平成15年）PDF
14. ↑  大阪府統計年鑑（平成16年）PDF
15. ↑  大阪府統計年鑑（平成17年）PDF
16. ↑  大阪府統計年鑑（平成18年）PDF
17. ↑  大阪府統計年鑑（平成19年）PDF
18. ↑  大阪府統計年鑑（平成20年）PDF
19. ↑  大阪府統計年鑑（平成21年）PDF
20. ↑  大阪府統計年鑑（平成22年）PDF
21. ↑  大阪府統計年鑑（平成23年）PDF
22. ↑  大阪府統計年鑑（平成24年）PDF
23. ↑  大阪府統計年鑑（平成25年）PDF
24. ↑  大阪府統計年鑑（平成26年）PDF
25. ↑  大阪府統計年鑑（平成27年）PDF
26. ↑  大阪府統計年鑑（平成28年）PDF
27. ↑  大阪府統計年鑑（平成29年）PDF
28. ↑  大阪府統計年鑑（平成30年）PDF
29. ↑  大阪府統計年鑑（令和元年）PDF

## 外部連結
- 高槻｜車站資訊：JR出門網 - 西日本旅客鐵道